# Ронконкома (Нью-Йорк)
Ронконкома (англ. Ronkonkoma) — переписна місцевість (CDP) в США, в окрузі Саффолк штату Нью-Йорк. Населення — 18 955 осіб (2020).

## Географія
Ронконкома розташована за координатами 40°48′12″ пн. ш. 73°7′34″ зх. д. / 40.80333° пн. ш. 73.12611° зх. д. (40.803296, -73.126125).  За даними Бюро перепису населення США в 2010 році переписна місцевість мала площу 21,15 км², з яких 20,29 км² — суходіл та 0,86 км² — водойми.

## Демографія
Згідно з переписом 2010 року, у переписній місцевості мешкали 19 082 особи в 6512 домогосподарствах у складі 4993 родин. Густота населення становила 902 особи/км².  Було 6724 помешкання (318/км²).
Расовий склад населення:
| - 89,0 % — білих - 4,6 % — азіатів - 2,1 % — чорних або афроамериканців - 0,1 % — корінних американців - 2,3 % — осіб інших рас |

До двох чи більше рас належало 1,8 %. Частка іспаномовних становила 10,2 % від усіх жителів.
За віковим діапазоном населення розподілялося таким чином: 23,4 % — особи молодші 18 років, 65,6 % — особи у віці 18—64 років, 11,0 % — особи у віці 65 років та старші. Медіана віку мешканця становила 39,0 року. На 100 осіб жіночої статі у переписній місцевості припадало 98,3 чоловіків;  на 100 жінок у віці від 18 років та старших — 94,9 чоловіків також старших 18 років.
Середній дохід на одне домашнє господарство  становив 98 084 долари США (медіана — 85 788), а середній дохід на одну сім'ю — 107 854 долари (медіана — 96 021). Медіана доходів становила 66 489 доларів для чоловіків та 52 698 доларів для жінок. За межею бідності перебувало 4,9 % осіб, у тому числі 3,4 % дітей у віці до 18 років та 3,1 % осіб у віці 65 років та старших.
Цивільне працевлаштоване населення становило 9532 особи. Основні галузі зайнятості: освіта, охорона здоров'я та соціальна допомога — 27,2 %, роздрібна торгівля — 12,8 %, будівництво — 9,1 %, науковці, спеціалісти, менеджери — 9,0 %.